# Szürkefejű négerpinty
A szürkefejű négerpinty (Nigrita canicapillus) a madarak osztályának a verébalakúak (Passeriformes) rendjébe, ezen belül a díszpintyfélék (Estrildidae) családjába tartozó faj.

## Rendszerezése
A fajt Hugh Edwin Strickland angol ornitológus írta le 1841-ben, az Aethiops nembe Aethiops canicapillus néven.

## Alfajai
- Nigrita canicapillus canicapilla (Strickland, 1841)
- Nigrita canicapillus emiliae (Sharpe, 1869)
- Nigrita canicapillus angolensis (Bannermann, 1921)
- Nigrita canicapillus sparsimguttata (Reichenow, 1904)
- Nigrita canicapillus schistacea (Sharpe, 1891)
- Nigrita canicapillus diabolica (Reichenow & Neumann, 1895)
- Nigrita canicapillus candida (Moreau, 1942)[2]

## Előfordulása
Angola, Benin, Kamerun, a Közép-afrikai Köztársaság, a Kongói Demokratikus Köztársaság, a Kongói Köztársaság, Elefántcsontpart, Egyenlítői-Guinea, Gabon, Gambia, Ghána, Kenya, Nigéria, Dél-Szudán, Tanzánia, Togo, Uganda és Zambia területén honos. A természetes élőhelye szubtrópusi vagy trópusi síkvidéki esőerdők és ültetvények. Állandó, nem vonuló faj.

## Megjelenése
Testhossza 14 centiméter, testtömege 17-21 gramm. A homlok, a kantár, a szárnyak és a faroktollak feketék. A fejoldalak és a test hátsó oldalai mattfekete színűek. A fejoldalak szélei szürkésfehérek. A fej többi részei, valamint a hát homályos szürke. A farokcsík világosabb színű, olykor sötétebb övekkel vagy foltokkal díszítve. A felső farokfedők sötétebb színűek. Egyes alfajoknál a szárnyfedőkön és a belső karevezőkön a világos végű tollak fehér foltokat alkotnak. A szem vörös, a láb sötétbarna.

## Életmódja
Rovarokkal, gyümölcsökkel és magvakkal táplálkozik, de esetenként nektárt is fogyaszt. Magányosan vagy párban él.

## Szaporodása
A tojó 4-6 tojást rak.

## Természetvédelmi helyzete
Az elterjedési területe rendkívül nagy, egyedszáma pedig stabil. A Természetvédelmi Világszövetség Vörös listáján nem fenyegetett fajként szerepel.